# (2712) Keaton
(2712) Keaton es un asteroide perteneciente al cinturón de asteroides descubierto por György Kulin el 29 de diciembre de 1937 desde el observatorio Konkoly de Budapest, Hungría.

## Designación y nombre
Keaton se designó inicialmente como 1937 YD.
Más tarde fue nombrado en honor del actor estadounidense Buster Keaton (1895-1966).

## Características orbitales
Keaton orbita a una distancia media de 2,162 ua del Sol, pudiendo alejarse hasta 2,241 ua y acercarse hasta 2,083 ua. Su excentricidad es 0,03665 y la inclinación orbital 0,8197°. Emplea en completar una órbita alrededor del Sol 1161 días.